# Libor Sionko
Libor Sionko (* 1. února 1977, Ostrava) je bývalý český fotbalový záložník, reprezentoval Českou republiku na mistrovství světa 2006 v Německu a mistrovství Evropy 2008 v Rakousku a Švýcarsku.
V srpnu 2012 oznámil konec profesionální fotbalové kariéry. V současnosti[kdy?] působí i jako fotbalový expert u přenosů České televize.

## Klubová kariéra
Profesionální kariéru začal v Baníku Ostrava, odkud v roce 1999 přestoupil do Sparty Praha. V sezóně 1999/00 byl součástí týmu, který po podzimní porážce v derby se Slávií zahájil sérii 15 ligových výher (jednu z nejdelších v historii české ligy), která vedla k mistrovskému titulu. Sionko se představil i v Lize mistrů, v níž Sparta postoupila bez porážky do druhé skupinové fáze. Kvůli účasti na Letních olympijských hrách v Sydney zameškal na začátku další sezóny několik zápasů, včetně úvodních dvou prohraných skupinových zápasů Ligy mistrů. V tom třetím odehraném 27. září 2000 pomohl přihrávkou k jediné výhře 3:2 nad Šachtarem Doněck. Po deseti minutách ligového střetnutí s Blšany 3. listopadu si poranil kolenní vazy a do sezóny v jarní části zasahoval už pouze sporadicky. V posledních dvou letech ve Spartě se musel potýkat s větší konkurencí – ze zahraničí do České republiky se vrátil křídelník Karel Poborský. Ve druhé polovině října 2003 se góly postaral o dvě po sobě jdoucí jednogólová ligová vítězství, nejprve proti Viktorii Žižkov a posléze proti Brnu. Ačkoliv s týmem v sezóně 2003/04 postoupil ze skupiny Ligy mistrů do osmifinále, ve kterém na ně čekal obhajující AC Milán, zamířil Sionko v zimním přestupovém období do rakouského klubu Grazer AK (GAK Štýrský Hradec). Na jaře GAK soupeřil a Austrií Vídeň o titul mistra. V ligovém utkání hraném 7. dubna 2004 Sionko své mužstvo udržel v souboji, když vstřelil jediný gól střetnutí s SW Bregenz. Během svého krátkého půlročního působení v GAK stihl vyhrát „double“ – titul i národní pohár (ÖFB-Cup). Trenér Walter Schachner jej označil za skvělého hráče, který hrál v úspěchu velkou roli. Pro GAK to byl historicky vůbec první titul.
Sionko se stal posilou bohaté Austrie Vídeň a na začátku nové sezóny s ní vybojoval rakouský superpohár, když 9. července 2004 odehrál 120 minut prodlužovaného střetnutí právě proti GAK, v němž Austrie zvítězila na penalty. Mezi srpnem a říjnem se Austria dostala do formy a vyhrála 10 soutěžních utkání v řadě, než byla zastavena remízou 1:1 v derby s Rapidem. První gól vstřelil Sionko 30. října 2004 proti Wacker Tirol při výhře 2:0 venku. I s vídeňským klubem slavil rakouský titul a dvojnásobné vítězství v poháru.
V půlce května 2006 podepsal jako volný hráč tříletou smlouvu se skotským klubem Glasgow Rangers. Gólově se prosadil ve svém debutovém utkání ve skotské lize proti Motherwellu 30. července 2006, když po osmi minutách otevřel skóre tohoto střetnutí na půdě soupeře. Rangers vyhráli 2:1. V první polovině sezóny 2006/07 se mu dařilo pronikat do základní sestavy trenéra Paula Le Guena a zahrál si například po boku několika reprezentantů – skotského záložníka Barryho Fergusona, belgického záložníka Thomase Buffela nebo chorvatského útočníka jménem Dado Pršo. V prosinci se prosadil proti Hibernianu při výhře 3:0 a proti Aberdeenu při výhře 2:1. S odchodem Le Guena se jeho situace zhoršila a nebyl tolik využíván a i proto se rozhodl odejít. Později v rozhovoru přiznal, že vzhledem k jeho tělesné konstituci a fotbalovým přednostem nebylo skotské prostředí úplně pro něj.
V létě 2007 přestoupil do dánského celku FC Kodaň a v Kodani podepsal tříletou smlouvu. První soutěžní utkání odehrál 4. srpna 2007 v lize na půdě Aarhus GF při výhře 1:0. Po jeho nahrávce vstřelil gól útočník Atiba Hutchinson. O týden později vstřelil gól proti Esbjerg fB a na dalších dvou se podílel a navíc nastřelil tyč. Urodilo se domácí vítězství Kodaně 5:2. Důležitou roli sehrál 23. září v kodaňském derby proti Brøndby venku, kdy asistoval na jediný gól Hjalteho Nørregaarda. Při výhře 3:1 nad FC Fredericia ve třetím kole dánského národního poháru 26. září si připsal dva góly. Proti Randers 28. října trefil Sionko brankovou konstrukci rovnou třikrát (poprvé z přímého kopu) a jednou míč skončil na břevnu po jím zahraném rohovém kopu. Navzdory šancím Kodaň v domácím prostředí podlehla 0:1. V rozhovoru pro oficiální klubový web sdělil, že aklimatizace jeho i rodiny proběhla dobře, na rozdíl od předchozího skotského angažmá, a že z Kodaně má druhý domov. Během zimního přestupového období ze Sparty dorazil krajní obránce Zdeněk Pospěch. S mužstvem se čeští spoluhráči v lize umístili třetí. Kodaňský fanklub jej zvolil hráčem roku. S Kodaní slavil v roce 2009 ligový titul.
V lednu 2010 ukončil smlouvu v Kodani a podepsal novou smlouvu se Spartou Praha, která mu skončila v roce 2012.
Dne 8. července 2010 nastoupil v dresu Sparty Praha k historicky prvnímu zápasu českého Superpoháru, který sehrávají mistr ligy (tehdy AC Sparta Praha) a vítěz národního poháru (tehdy FC Viktoria Plzeň) uplynulého ročníku. V tomto zápase vstřelil v 78. minutě jedinou branku a rozhodl tak, že prvním vítězem této trofeje se stal ligový šampión AC Sparta Praha.

## Reprezentační kariéra
S týmem do 23 let se zúčastnil Letních olympijských her 2000 v Austrálii, kde české mužstvo obsadilo se 2 body za dvě remízy poslední čtvrté místo v základní skupině C.
- První zápas v A-mužstvu České republiky: 28. dubna 1999, Polsko – Česko 2:1
- účast na MS 2006 v Německu – byl povolán po zranění Vladimíra Šmicera.
- účast na ME 2008 v Rakousku a Švýcarsku, kde byl zvolen za nejlepšího českého hráče na turnaji.

### Reprezentační góly a zápasy
Góly Libora Sionka za A-mužstvo České republiky 
| Gól | Datum        | Stadion                  | Soupeř      | Skóre (min.) | Výsledek | Soutěž                 |
| --- | ------------ | ------------------------ | ----------- | ------------ | -------- | ---------------------- |
| 010 | 12. 11. 2003 | Na Stínadlech, Teplice   | Kanada      | 04:0 0(63.)  | 5:1      | přátelské utkání       |
| 02  | 06. 9. 2006  | Tehelné pole, Bratislava | Slovensko   | 00:10 (10.)  | 0:3      | Kvalifikace na ME 2008 |
| 03  | 06. 9. 2006  | Tehelné pole, Bratislava | Slovensko   | 00:20 (21.)  | 0:3      | Kvalifikace na ME 2008 |
| 04  | 17. 10. 2007 | Allianz Arena, Mnichov   | Německo     | 00:10 (2.)   | 0:3      | Kvalifikace na ME 2008 |
| 05  | 030. 5. 2008 | Letná, Praha             | Skotsko     | 01:00 (60.)  | 3:1      | přátelské utkání       |
| 06  | 030. 5. 2008 | Letná, Praha             | Skotsko     | 03:10 (90.)  | 3:1      | přátelské utkání       |
| 07  | 011. 6. 2008 | Stade de Genève, Ženeva  | Portugalsko | 01:10 (17.)  | 3:1      | ME 2008                |
| 08  | 15. 10. 2008 | Na Stínadlech, Teplice   | Slovinsko   | 01:0 0(62.)  | 1:0      | Kvalifikace na MS 2010 |

Zápasy Libora Sionka za A-mužstvo České republiky 
| Rok    | Zápasy | Góly |
| ------ | ------ | ---- |
| 1999   | 1      | 0    |
| 2000   | 2      | 0    |
| 2001   | 1      | 0    |
| 2002   | 5      | 0    |
| 2003   | 1      | 1    |
| 2004   | 4      | 0    |
| 2005   | 3      | 0    |
| 2006   | 6      | 2    |
| 2007   | 4      | 1    |
| 2008   | 10     | 4    |
| 2009   | 2      | 0    |
| 2010   | 2      | 0    |
| Celkem | 41     | 8    |

## Manažerská kariéra
V létě 2017 se stal manažerem české fotbalové reprezentace do 21 let a v prosinci 2018 pak manažerem hlavního týmu české fotbalové reprezentace.
Po konci u reprezentačního angažmá se věnuje rodině a částečně je fotbalovým agentem. Do jeho stáje patří například Karel Tvaroh (Sparta Praha) nebo Matěj Kovář (Manchester United).